# Troides plato
Troides plato is a birdwing butterfly đặc hữu to Timor.
Described forms are nychonia Jordan, 1908 (male),chitonia Jordan, 1908 (male) and delormei Le Moult, 1931 (female).

## Hình ảnh

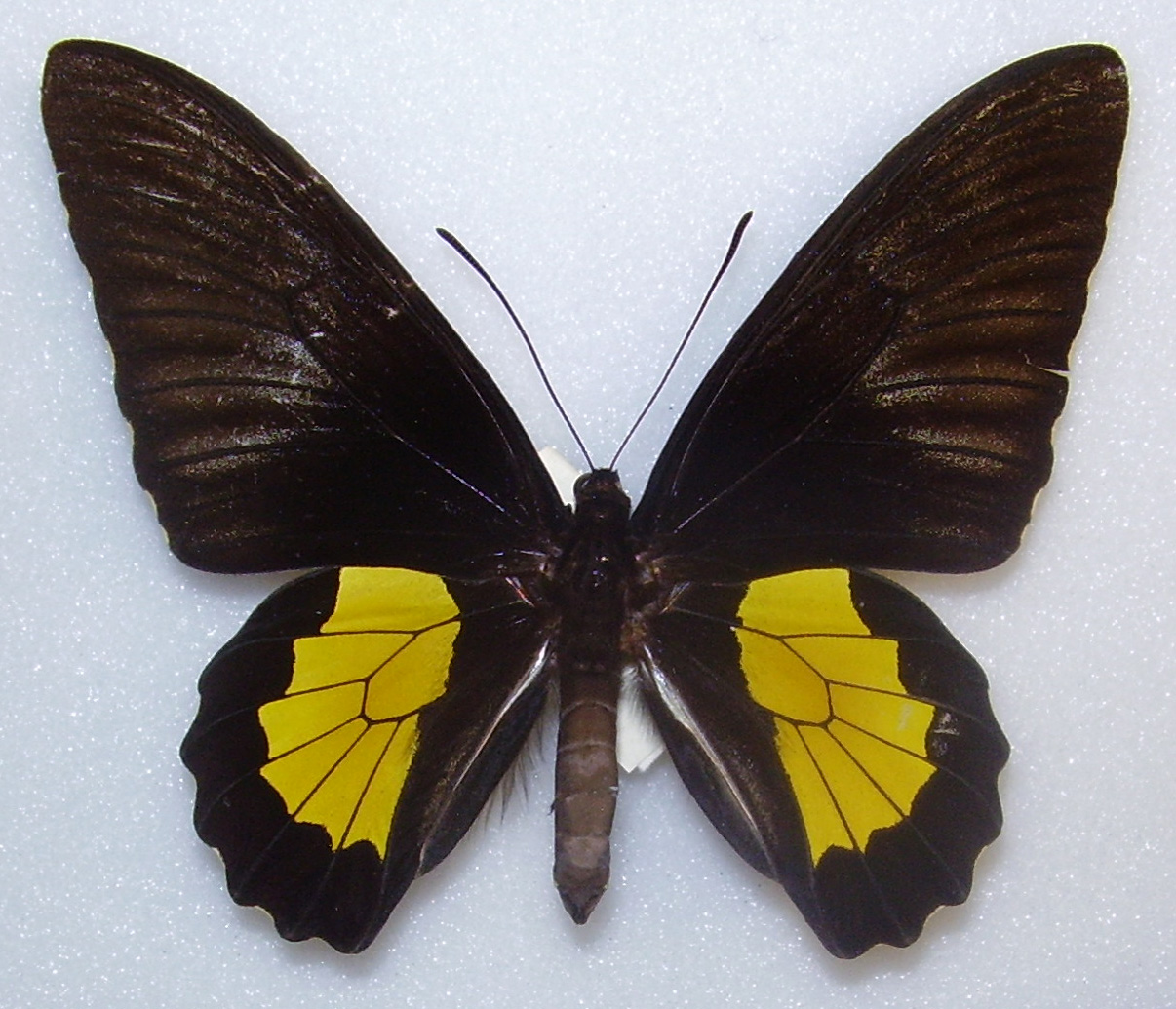